# Kalmar Stift
Kalmar Stift var et stift i Svenska kyrkan i Sverige i årene 1603-1915, hvorefter det blev optaget i Växjö Stift. Nedlæggelsen skete efter krav fra Riksdagen for at kunne danne Luleå Stift. Lederen af Kalmar Stift fik i 1678 titel af biskop og kaldtes desuden superintendent.
Stiftet omfattede omkring halvdelen af Kalmar län, og bestod af de nuværende provstier Norra Möre, Södra Möre (bortset fra Långasjö, Hälleberga og Algutsboda, som da tilhørte Konga hhv. Uppvidinge provstier i Växjö Stift), Stranda og Handbörd samt landskapet Öland.
I årene 1678-1680 indgik også det østlige Blekinge i stiftet. I nogle årtier i 1600-tallet hørte desuden den nordlige del af länet til Kalmar Stift, men den del blev snart overført til Linköpings Stift, som Kalmar Stift oprindelig havde tilhørt. Kalmar Stift havde ved sin nedlæggelse 45 pastorater og 70 sogne. Stiftsby var Kalmar, der formelt stadig har en domkirke, Kalmar Domkirke.
Allerede i 1901 besluttede man nedlæggelsen af Kalmar Stift. Såfremt biskoppen i Växjö Stift (N.J.O.H. Lindström) døde før biskoppen i Kalmar Stift (Henry William Tottie), ville Tottie automatisk blive biskop i Växjö Stift og var forpligtet til at flytte til Växjö. Døde Tottie derimod før Lindström, skulle stiftssammenlægningen ske ved at Lindström overtog forpligtelserne over det udvidede stift og selv forblev i Växjö. Tottie døde i 1913 og Lindström først i 1916.